# Uèiregave
Ueire Gave (en francès Oeyregave) és un municipi francès situat al departament de les Landes i a la regió de la Nova Aquitània.

## Demografia
| 1962                                       | 1968 | 1975 | 1982 | 1990 | 1999 | 2007 |
| ------------------------------------------ | ---- | ---- | ---- | ---- | ---- | ---- |
| 344                                        | 425  | 402  | 350  | 289  | 295  | 331  |
| Des de 1962: població sense dobles comptes |      |      |      |      |      |      |

## Administració
| Període   | Identitat         | Partit |
| --------- | ----------------- | ------ |
| 1971-1983 | Maxime Mousseigne |        |
| 1983-1995 | Emile Duboue      |        |
| 1995-     | Serge Lasserre    |        |